# Mary Swanzy
Mary Swanzy HRHA (* 15. Februar 1882 in Dublin; † 7. Juli 1978 in London) war eine irische Malerin. Sie war eine der frühen Vertreterinnen der abstrakten Malerei in Irland.

## Biographie
Mary Swanzy wurde als zweite von drei Töchtern von Mary Swanzy, geb. Denham, und von Henry Rosborough Swanzy, einem prominenten Augenarzt, in Dublin geboren. Sie besuchte das Alexandra College in Dublin, ein Lyzeum in Versailles sowie eine Tagesschule in Freiburg im Breisgau, weshalb sie fließend Deutsch und Französisch sprach.
Anschließend nahm Swanzy Kunstunterricht bei May Manning, unter der Anleitung von John Butler Yeats. 1905 stellte sie erstmals in der Royal Hibernian Academy (RHA) aus, das Gemälde Portrait of a child, und bis 1910 stellte sie dort jährlich weitere Porträts aus. 1905 ging sie nach Paris und arbeitete im Atelier von Auguste Joseph Delécluse, das Frauen vorbehalten war. Im Jahr darauf studierte sie bei Antonio de la Gandara, in der Académie de la Grande Chaumière und in der Académie Colarossi. Bei der Kunstsammlerin Gertrude Stein sah sie Werke von Gauguin, Matisse, Braque und Picasso, die sie nachhaltig beeinflussten: „She witnessed the first exhibitions of the Fauves, the Cubists, the Futurists, then later on Dada and Surrealism. Some of these major trends she ignored, others she assimilated, digesting and creating her own unique interpretations.“ („Sie erlebte die ersten Ausstellungen der Fauves, der Kubisten, der Futuristen, später dann auch Dada und Surrealismus. Einige dieser bedeutenden Trends ignorierte sie, andere assimilierte sie, verdaute sie und schuf ihre eigenen einzigartigen Interpretationen.“)
Zurück in Dublin hatte Mary Swanzy 1913 eine Ausstellung mit Porträts und Genrebildern in der Mill’s Hall in Dublin, 1919 eine weitere, bei der fast 50 ihrer Werke gezeigt wurden. Die Kunstkritiker stellten fest, dass sie in einer Vielzahl von Stilen malte, die ihre künstlerische Entwicklung in Paris widerspiegelten.
Der Tod ihrer Eltern (1909 und 1913), die Swanzys künstlerische Laufbahn immer unterstützt hatten, innerhalb von vier Jahren bedeutete eine Zäsur in Swanzys Leben, aber auch finanzielle Unabhängigkeit, die sie nutzte, um auf Reisen zu gehen. 1913 ließ sie sich in Florenz nieder. Während des Ersten Weltkriegs pendelt sie zwischen Saint-Tropez und Dublin und malte fortwährend. 1914 und 196 stellte sie im Salon der Société des Artistes Indépendants aus und wurde 1920 in deren Komitee gewählt. Sie besuchte ihre Schwester St. Clair, die Hilfsarbeit für eine protestantische Mission in Jugoslawien und in der Tschechoslowakei leistete, und malte dort Landschaften, Bauern- und Dorfszenen. Diese Werke wurden 1921 in der Herbstausstellung der Dublin Painters’ Gallery mit denen von sechs weiteren Künstlern ausgestellt, darunter Jack Butler Yeats, Paul Henry und Clare Marsh (1870–1923), mit der sie sich ein Atelier teilte.
1923 reiste Mary Swanzy zu einer Freundin nach Santa Barbara in Kalifornien und arbeitete in einem örtlichen Atelier. Von dort aus fuhr sie nach Honolulu zu ihrer Tante Julie Judd Swanzy, die dort auf einer Plantage lebte, und weiter  nach Samoa, wo sie  tropische Blumen, Bäume und einheimische Frauen malte. Sie stellte einige ihrer samoanischen Gemälde in der Santa Barbara Arts Club Gallery aus. Nach ihrer Rückkehr nach Irland im Februar 1925 stellte sie drei ihrer samoanischen Bilder beim RHA aus und zeigte im Oktober des Jahres vierzehn in einer Einzelausstellung in der Galerie Bernheim Jeune in Paris aus.
Mitte der 1920er Jahre ließ sich Mary Swanzy in Blackheath in London nieder, unternahm aber weiterhin regelmäßig Reisen ins Ausland und nach Dublin. 1932 veranstaltete die Malerkollegin Sarah Purser in ihrem Haus eine Ausstellung von Swanzys Gemälden für geladene Gäste. Ihre Arbeit in dieser Zeit spiegelte den Einfluss des Orphismus wider, einer farbenfrohen, weicheren Form des Kubismus. In späteren Jahren wurden ihre Bilder persönlicher und düsterer.
Während des Zweiten Weltkriegs hielt sich Mary Swanzy drei Jahre lang bei ihrer Schwester in Coolock auf. 1946 war sie an einer Gruppenausstellung in der St. George’s Gallery in London beteiligt, gemeinsam mit so bedeutenden Künstlern wie Henry Moore, Marc Chagall und William Scott. Sie wurde 1949 zum Ehrenmitglied der RHA ernannt. Sie verkaufte die meisten ihrer Werke privat, da sie dem kommerziellen Kunstbetrieb misstraute, was ein Grund dafür sein könnte, dass ihr Name trotz allem eher unbekannt blieb. Sie selbst erklärte später: “If I had been born Henry instead of Mary, my life would have been very different.” („Wäre ich als Henry geboren worden und nicht als Mary, wäre mein Leben anders verlaufen.“) 1968 – Swanzy war 86 Jahre alt – fand eine Retrospektive ihrer Arbeiten in der Hugh Lane Municipal Gallery of Modern Art in Dublin statt.
Mary Swanzy malte bis zu ihrem Tod am 7. Juli 1978; sie wurde 96 Jahre alt. Sie war unverheiratet, „eine von den Millionen Frauen, die nach dem Ersten Weltkrieg ‚übrig‘ waren“. Sie hielt die Ehe ohnehin nicht mit einem Künstlerleben vereinbar. Wenn man verheiratet sei und die Verantwortung für Ehemann und Kinder habe, dann habe man kein Leben mehr für seine Staffelei. Alle Ehefrauen von Künstlern seien unglücklich, so ihre Aussage in einem Interview.

## Werke
Die Gemälde von Mary Swanzy sind in allen bedeutenden irischen Museen vertreten, darunter das Ulster Museum in Belfast, in der  Crawford Municipal Gallery in Cork, die Hugh Lane Municipal Gallery of Modern Art und die National Gallery of Ireland, beide in Dublin.
2006 wurde Swanzys Bild Cubist Landscape with Red Pagoda and Bridge in Dublin für 180.000 Euro verkauft.